# Naftifină
Naftifina este un antifungic derivat de alilamină, fiind utilizat în tratamentul unor micoze ale pielii. Mecanismul de acțiune este inhibarea specifică și selectivă a scualen-2,3-epoxidaxei, fapt ce duce la acumulare de scualen în celula fungică și modificarea premeabilității membranare, astfel inhibă sinteza de ergosterol. Calea de administrare disponibilă este topică.

## Utilizări medicale
Infecții fungice locale: pitiriazis versicolor, Tinea cruris, Tinea corporis, Tinea pedis, cadidoze, onicomicoze.